# Gustaf Holm

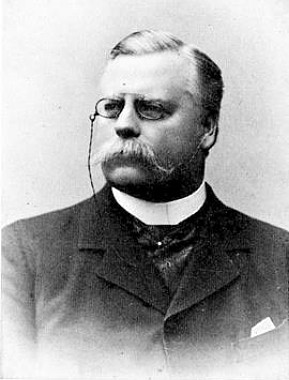
Gustaf B.A. Holm.

Gustaf Birger Anders Holm, född 25 november 1845 i Ystad, död 11 juli 1910 på Steninge slott i Stockholms län, var en svensk jurist, företagsledare och tidskriftsutgivare.

## Biografi
Holm blev student vid Lunds universitet 1863 och avlade hovrättsexamen 1868. Han blev vice häradshövding 1871 samt verkställande direktör för boktryckeriaktiebolaget  P.A. Norstedt & Söner 1879 och 1898 ordförande i styrelsen för detta bolag.
I flera andra bolag och större affärsföretag deltog Holm, bland annat för livförsäkringsaktiebolaget Victoria sedan 1903 och som vice ordförande i styrelsen för Kungliga Dramatiska teaterns aktiebolag från dess stiftelse 1907. 
Holm utgav från 1874 Nytt juridiskt arkiv. Han gav också ut åtskilliga författningseditioner, såsom utsökningslag, växellag, vattenrättsförordningarna m. fl.